# リンパ球性脈絡髄膜炎
リンパ球性脈絡髄膜炎（リンパきゅうせいみゃくらくずいまくえん、lymphocytic choriomeningitis）とはアレナウイルス科アレナウイルス属リンパ球性脈絡髄膜炎ウイルス（lymphocytic choriomeningitis mammarenavirus (LCMV)）による疾病。

## 原因
リンパ球性脈絡髄膜炎ウイルスの感染を原因とする。このウイルスはマウス、ラット、シリアンハムスター、モルモット、犬、豚、猿、ヒトなどを宿主とする。病原巣はハツカネズミ。

## 疫学
欧米、アジアに分布する。日本ではウイルスは分離されているが、ヒトでの発生は報告されていない。感染動物の糞尿、唾液などにウイルスが含まれ、接触感染、経口感染により他個体に伝播する。また、ハツカネズミにおいては垂直感染も起こる。

## 症状
- ヒト
  - 潜伏期は5~6日であり、インフルエンザ様症状、白血球、血小板の減少がみられ、一般に軽症であるが、まれに髄膜炎、髄膜脳炎などを引き起こし致命的な場合もある。感染者の1/3は発症しない。
- ヒト以外の動物
  - 一般に無症状であるが、実験用マウスへの脳内接種では脈絡髄膜炎を引き起こし死亡した例がある[要出典]。

## 診断
マウスの脳内接種によりウイルス分離、IFA、CF中和反応。

## 治療
治療法はない。

## 予防
ワクチンは実用化されていない。野鼠の駆除、繁殖施設では抗体検査により汚染群の淘汰。